# Ferdinand Georg Waldmüller

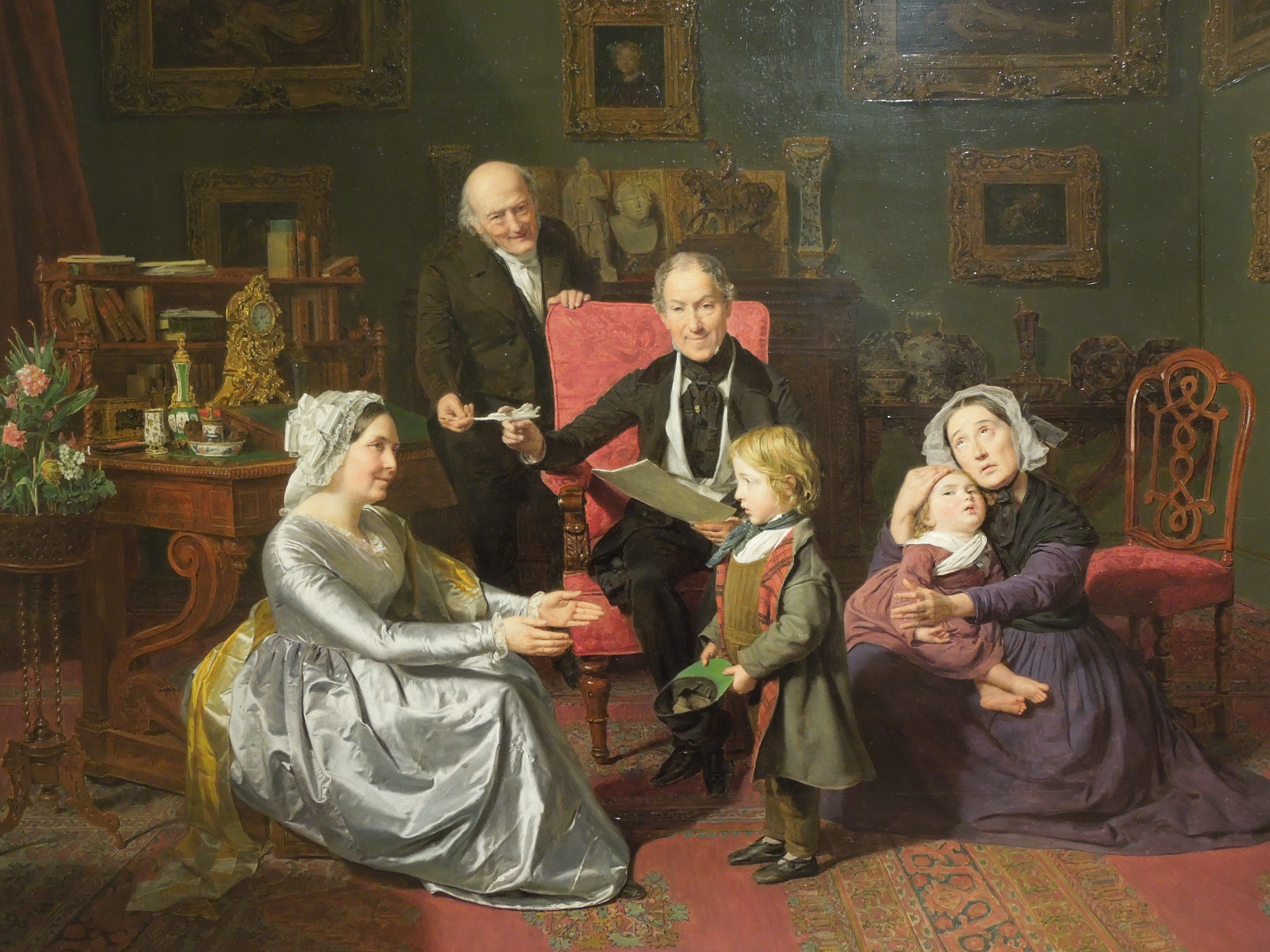
Adopcja, 1847 Muzeum Narodowe we Wrocławiu

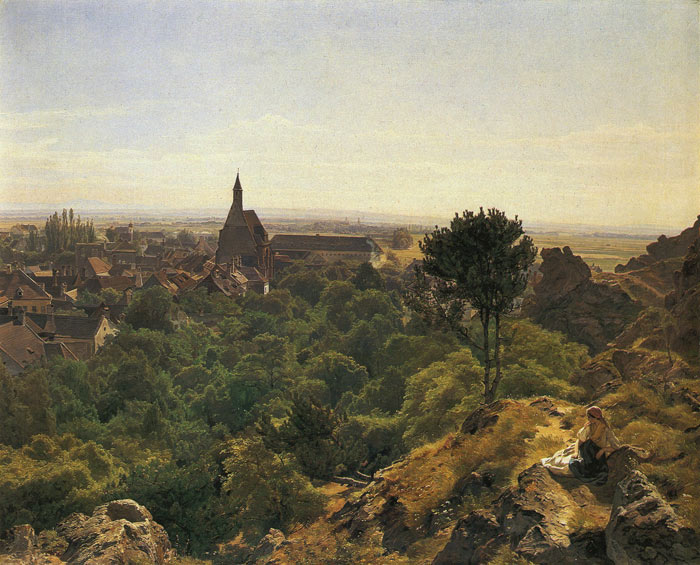
Słoneczny dzień, 1848 Liechtenstein Museum

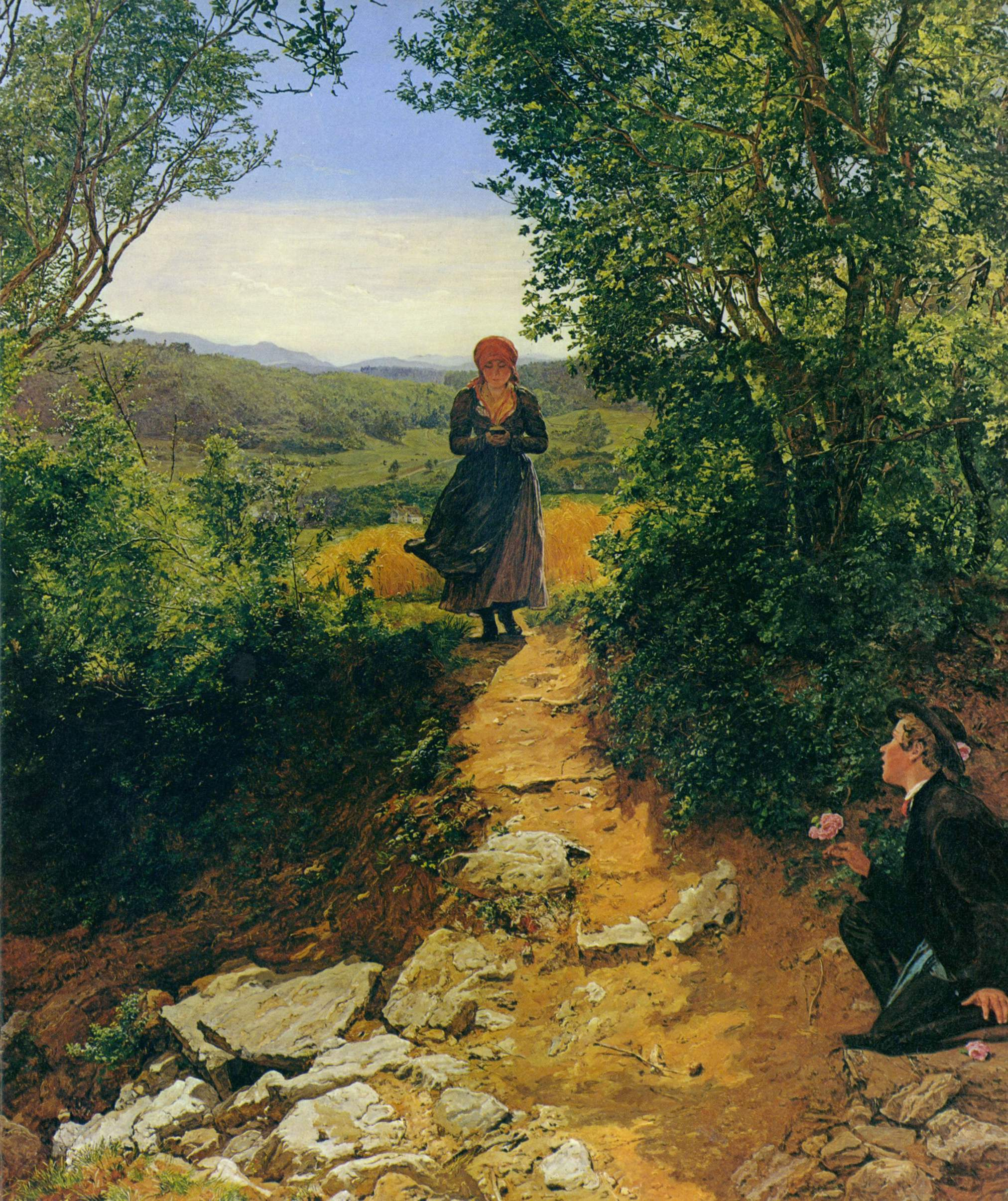
Oczekiwanie, 1860 Nowa Pinakoteka

Ferdinand Georg Waldmüller (ur. 15 stycznia 1793 w Wiedniu, zm. 23 sierpnia 1865 w Hinterbrühl pod Mödling) – austriacki malarz akademicki okresu biedermeier.
Malował początkowo portrety, później pejzaże, martwe natury i sceny rodzajowe. Projektował także dekoracje teatralne. Prace artysty odznaczają się delikatną kolorystyką i dbałością o szczegóły. Gdy został profesorem Akademii Sztuk Pięknych w Wiedniu, jego poglądy były w opozycji do oficjalnej doktryny idealnej sztuki głoszonej przez uczelnię. Waldmüller sprowadzał akademizm do wiernego przedstawiania przyrody, a nie kopiowania dzieł starych mistrzów. W wyniku konfliktów został zmuszony do wcześniejszego przejścia na emeryturę.
Obecnie najbardziej cenione są jego pejzaże, zawierające drobiazgowy opis przyrody.

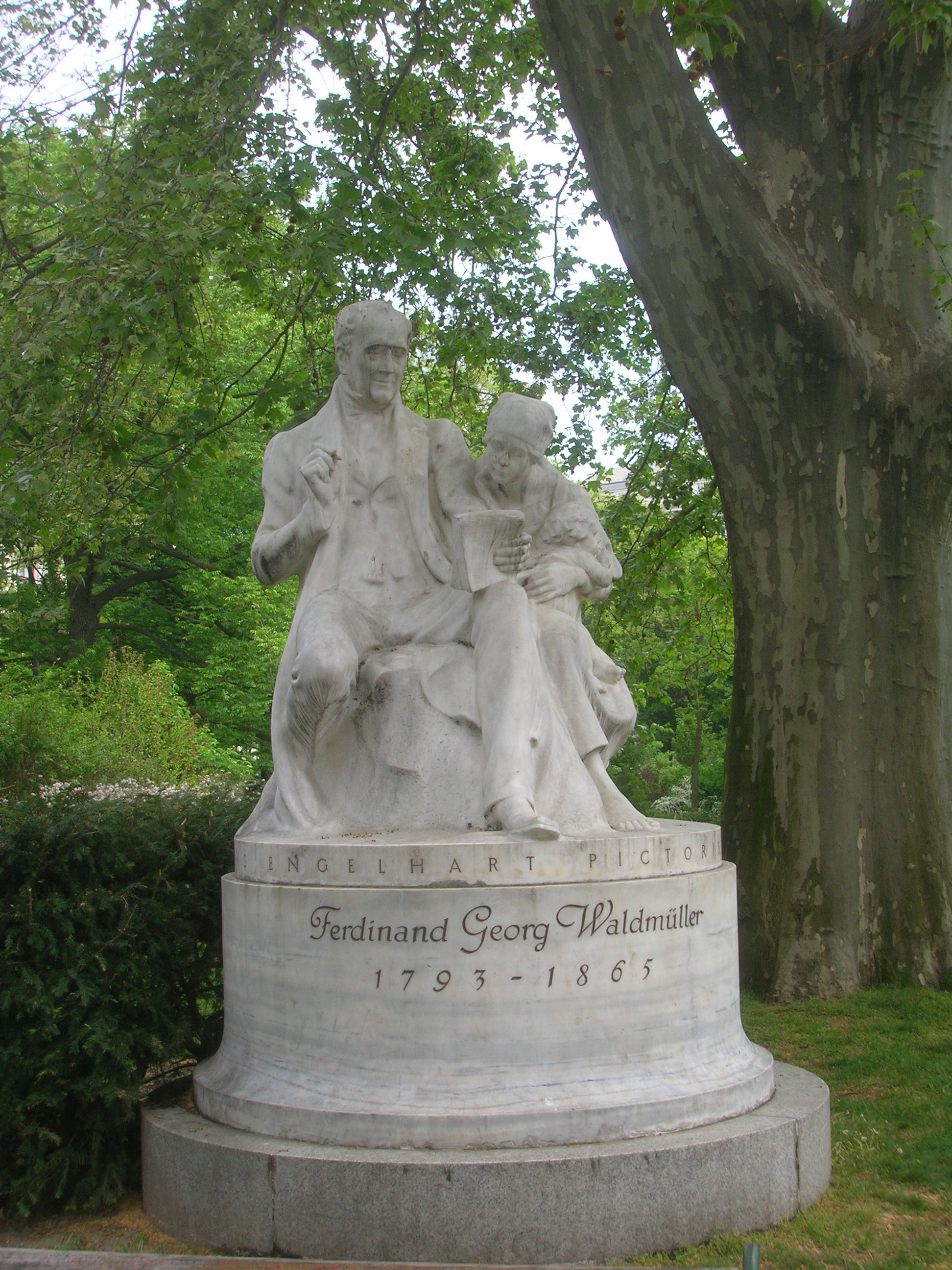
Pomnik w Parku Ratuszowym w Wiedniu (Wiener Rathauspark)

## Życiorys
W latach 1807–1813 studiował, z przerwami, na Akademii Sztuk Pięknych w Wiedniu, w pracowniach von Maurera i Johanna Baptista Lampi. W tym czasie utrzymywał się z malowania portretów miniaturowych. W 1810 roku otrzymał Gundelpreis. W 1811 roku otrzymał posadę nauczyciela rysunku u księcia Gyulay w Agram (Zagrzeb), którą piastował przez kolejne trzy lata. Tam poznał swoją pierwszą żonę, śpiewaczkę operową, Katharinę Weidner, siostrę Josefa Weidnera, malarza-portrecisty. W 1814 roku wzięli ślub. Ponieważ Katharina otrzymywała propozycje pracy w różnych miastach, para mieszkała w Baden, pod Wiedniem, w Brnie i Pradze, a Waldmüller w tym czasie wykonywał różne zlecenia w teatrze.
W 1818 roku rozpoczął naukę malarstwa olejnego u Josepha Lange oraz malarstwa pejzażowego u J.N.Schödlbergera.
W 1823 roku wykonał portret Ludwiga van Beethovena.
W 1827 roku otrzymał zlecenie sportretowania cesarza Franciszka I, co przyniosło mu kolejne zlecenia od przedstawicieli arystokracji. W latach 1825–1844 odbył parę podróży do Włoch, a w 1830 do Paryża. W latach następnych powstało wiele pejzaży wiedeńskiego Prateru oraz terenów z Salzkammergut, regionu w Austrii, gdzie Waldmüller spędził wiele letnich wakacji w miejscowości Bad Ischl.
Od roku 1830 pracował jako profesor i kustosz Galerii Akademii Sztuk Pięknych w Wiedniu.
W 1835 roku wszedł w skład Rady Akademii, a w roku 1836, razem z Josephem von Führich, sporządził Katalog obrazów Galerii. Wkrótce jednak popadł w konflikt z przedstawicielami Akademii, gdyż akademickiemu kopiowaniu dzieł dawnych mistrzów przeciwstawił studiowanie Natury. Chociaż sam Metternich protegował Waldmüllera, propozycje reform malarza zostały odrzucone, w 1850 roku utracił swoją pracownię, a w 1857 posadę profesora na Akademii.
Po śmierci swojej pierwszej żony (rozwód z nią otrzymał już w 1834 roku), ożenił się ponownie w 1851 roku z modystką, Anną Bayer. W jej pracowni, w roku 1854 sporządził wystawę swoich prac. Do tego czasu utrzymywał się z prywatnych korepetycji.
Dopiero kolejne wystawy międzynarodowe w 1856 roku w Pałacu Buckingham w Londynie, 1861 roku w Kolonii, 1862 roku ponownie w Londynie, oraz jego rehabilitacja ze strony cesarza Franciszka Józefa przywróciła mu pozycję społeczną i sławę.
Do jego najbardziej znanych uczniów należeli: malarz Hans Canon, Anton Romako i Adam Brenner.

## Upamiętnienie
1 października 1913 roku odsłonięty został w Parku Ratuszowym w Wiedniu (Wiener Rathauspark) pomnik wykonany na cześć Waldmüllera przez Josefa Engelharta. W 1923 roku dawny katolicki cmentarz Matzleinsdorf, na którym znajdował się grób malarza, został przekształcony w Park Waldmüllera. Od roku 1888 w 20 dzielnicy Wiednia znajduje się ulica Waldmüllera – Waldmüllergasse. W 1932 roku poczta austriacka wydała serię znaczków z austriackimi malarzami. Na jednym z nich znajduje się portret Waldmüllera.

## Galeria

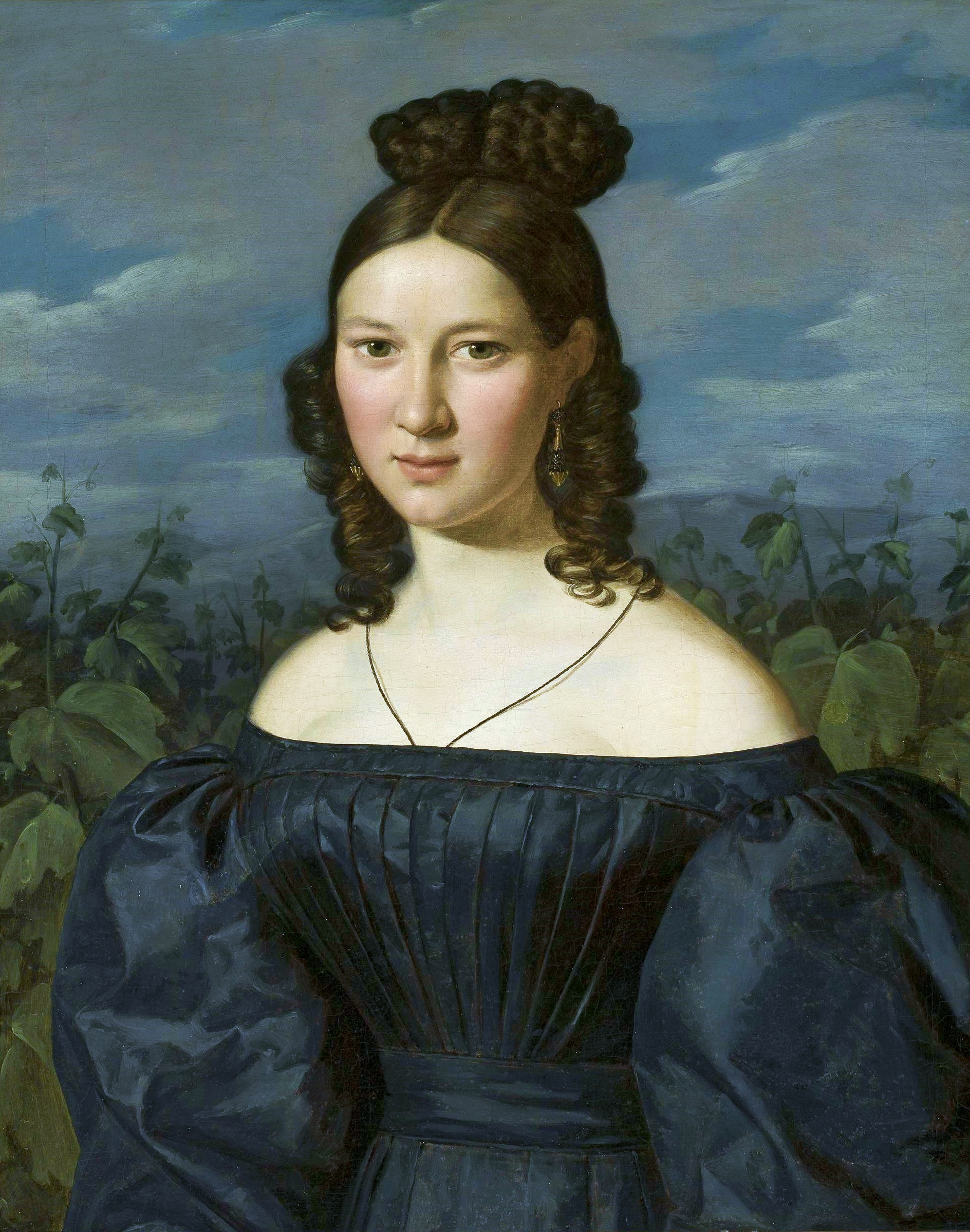
Portret młodej kobiety (1820), Muzeum Narodowe w Warszawie
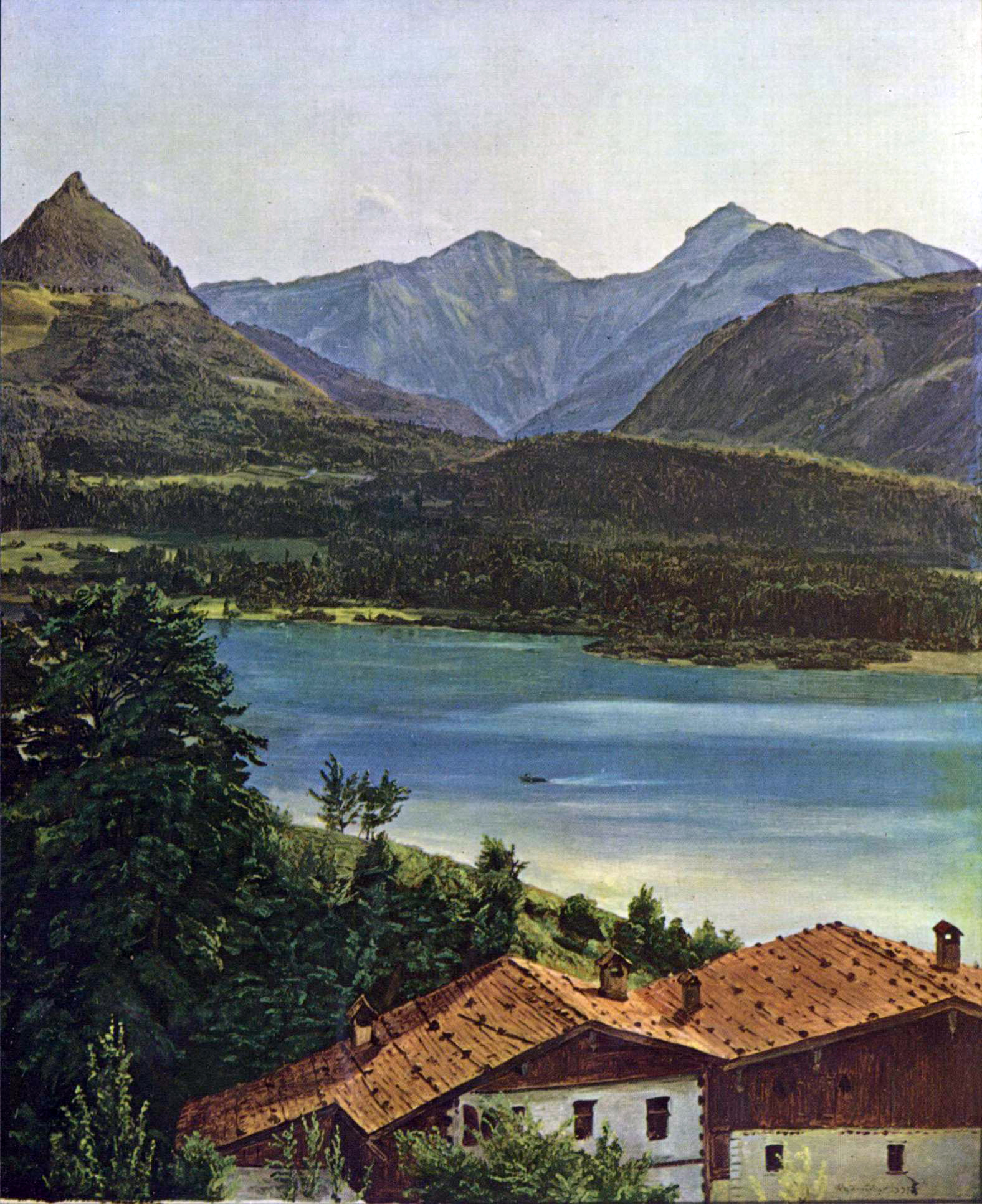
Wolfgangsee (1835), Österreichische Galerie Belvedere
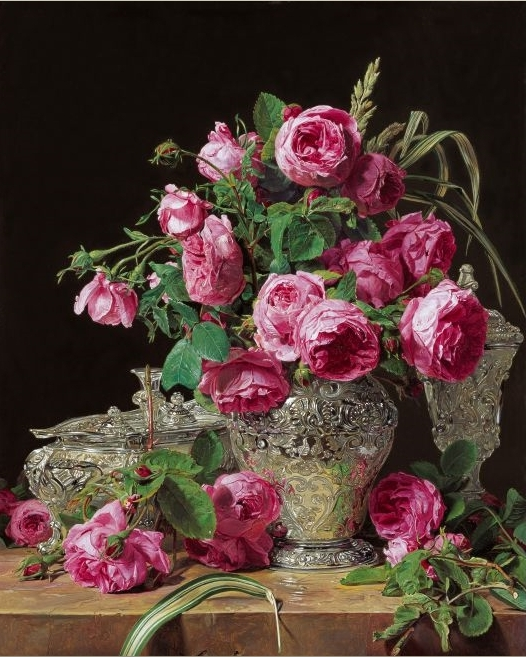
Róże (1843), Liechtenstein Museum

## Wybrane dzieła
- Der Alte Und Die Kuchenmagd, 1818
- Portret młodej kobiety, 1820, Muzeum Narodowe w Warszawie
- Alte Ulmen im Prater, 1831
- Bildnis des Grafen Demetrios Apraxin, 1832
- Kinder im Prebhaus, 1834
- Junge Dame am Putztisch, 1837
- Stilleben mitFruchten und Blumen,1839
- Ladies Reading a Love Letter, 1841
- Going to a Well Deserved Rest, 1847
- Adoption, 1849 Muzeum Narodowe we Wrocławiu
- Der Abschied der Braut, 1858
- Kirchgang im Fruhling, 1862

## Literatura dodatkowa
- Klaus Albrecht Schröder: Ferdinand Georg Waldmüller. München: Prestel-Verlag, 1990